# Besselsche Ungleichung
Die Besselsche Ungleichung beschreibt in der Funktionalanalysis den Sachverhalt, dass ein Vektor eines Hilbertraums mindestens so „lang“ wie seine Orthogonalprojektion auf einen beliebigen Untervektorraum ist. Sie ist nach dem deutschen Mathematiker Friedrich Wilhelm Bessel benannt, der sie im Jahr 1828 für den Spezialfall der Fourierreihe bewies.

## Aussage
Ist {\displaystyle H} ein Hilbertraum und {\displaystyle S\subset H} ein Orthonormalsystem, so gilt für alle {\displaystyle x\in H} die Ungleichung
{\displaystyle \sum _{e\in S}\vert \langle x,e\rangle \vert ^{2}\leq \Vert x\Vert ^{2},}
wobei {\displaystyle \langle \cdot ,\cdot \rangle } das Skalarprodukt auf dem Hilbertraum darstellt. 
Ist das Orthonormalsystem sogar eine Orthonormalbasis, so gilt stets Gleichheit. Die Relation heißt dann parsevalsche Gleichung und stellt eine Verallgemeinerung des Satzes des Pythagoras für Prähilberträume dar.
Die Besselsche Ungleichung folgt außerdem direkt aus der Identität
{\displaystyle {\begin{aligned}0\leq \left\|x-\sum \limits _{k=1}^{n}\left\langle x,e_{k}\right\rangle e_{k}\right\|^{2}&=\|x\|^{2}-2\sum \limits _{k=1}^{n}\operatorname {Re} \left\langle x,\left\langle x,e_{k}\right\rangle e_{k}\right\rangle +\sum \limits _{k=1}^{n}\left|\left\langle x,e_{k}\right\rangle \right|^{2}\\&=\|x\|^{2}-2\sum \limits _{k=1}^{n}\left|\left\langle x,e_{k}\right\rangle \right|^{2}+\sum \limits _{k=1}^{n}\left|\left\langle x,e_{k}\right\rangle \right|^{2}\\&=\|x\|^{2}-\sum \limits _{k=1}^{n}\left|\left\langle x,e_{k}\right\rangle \right|^{2},\end{aligned}}}
was für jedes natürliche {\displaystyle n} gilt.